# Ecaterina de Alexandria
Ecaterina de Alexandria (n. 287 – d. 305, Alexandria) este, conform tradiției, o sfântă creștină și fecioară, care a fost martirizată la începutul secolului al IV-lea în timpul împăratului roman Maxentius (306-312). Potrivit hagiografiei ei, ea a fost o prințesă și o studentă remarcabilă, care a devenit creștină în jurul vârstei de 14 ani, și a convertit sute de oameni la creștinism. A fost martirizată în jurul vârstei de 18 ani. La peste 1.100 de ani de la martiriul său, Ioana d'Arc a identificat-o pe Ecaterina ca fiind unul dintre sfinții care i-au apărut și au sfătuit-o.
Biserica Ortodoxă o venerează ca mare muceniță și o prăznuiește în ziua de 24 sau 25 noiembrie (în funcție de tradiția locală). În Biserica Catolică ea este venerată în mod tradițional ca fiind unul din cei Paisprezece sfinți ajutători. 

## Viața

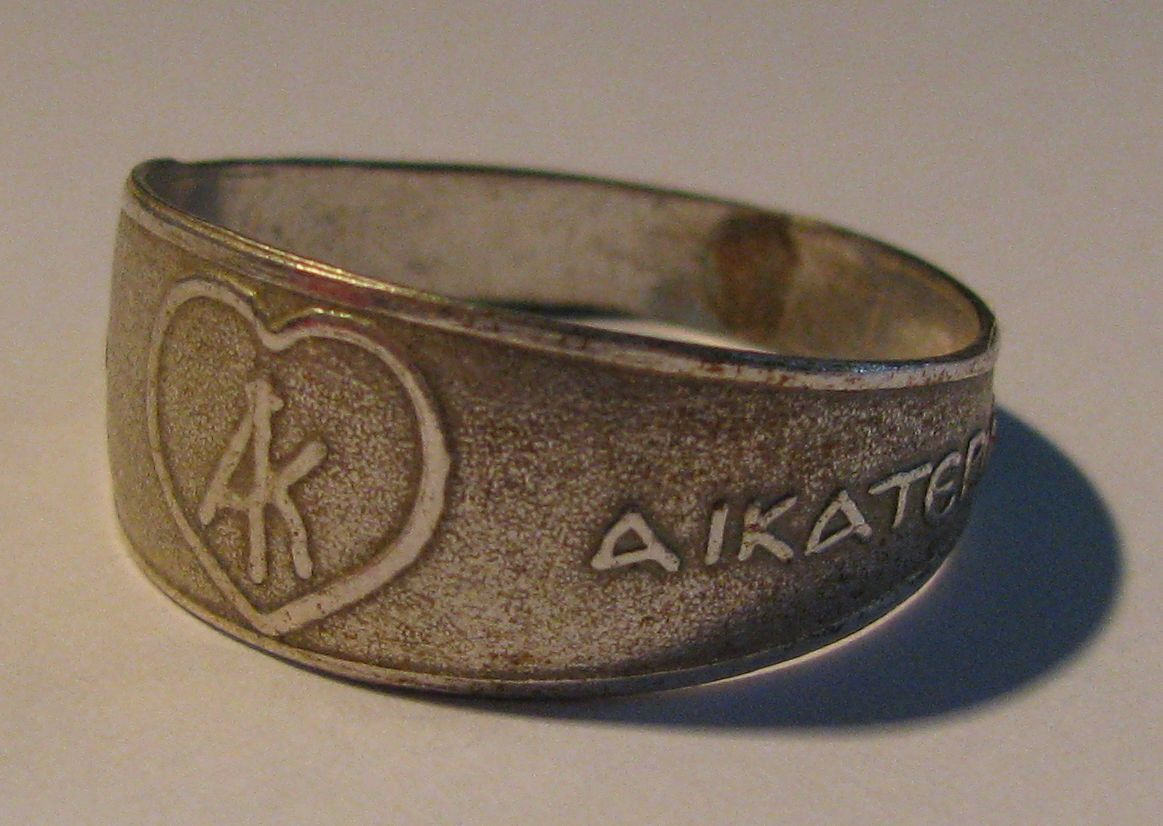
Inelul Sfintei Ecaterina, dăruit pelerinilor care vizitează Muntele Sinai.

Potrivit narațiunii tradiționale, Ecaterina a fost fiica lui Constus, guvernatorul Alexandriei din Egipt în timpul domniei împăratului Maximian (305-313). De la o vârstă fragedă ea s-a dedicat studiului. O viziune a Maicii Domnului și a Pruncului Iisus a convins-o să devină creștină. Când persecuțiile au început în vremea lui Maxentius, ea a mers la împărat și l-a mustrat pentru cruzimea sa. Împăratul a chemat cincizeci dintre cei mai buni filosofii păgâni și oratori pentru disputa cu ea, în speranța că aceștia vor respinge argumentele sale pro-creștine, dar Ecaterina a câștigat dezbaterea. Mai mulți dintre adversarii ei, cuceriți de elocvența sa, s-au declarat creștini și au fost laolaltă pedepsiți cu moartea.

### Căsătoria mistică a Ecaterinei de Alexandria cu copilul Iisus[7]
După ce a primit botezul, Ecaterina ar fi rugat-o pe Sf.Maria să i-l arate pe Iisus. Maria i-ar fi ascultat rugăciunea și i s-ar fi arătat, împreună cu fiul său, pe care l-a întrebat: „Acum este vrednică de tine?" „Da", a răspuns Iisus, „acum este cu adevărat frumoasă", și Maria a pus în degetul Ecaterinei un inel de aur. Aceasta este ceea ce se numește „Căsătoria mistică a Ecaterinei de Alexandria cu copilul Iisus".
Numeroși artiști au pictat scena legendară a căsătoriei mistice a Ecaterinei de Alexandria cu copilul Iisus" (Correggio, Fra Bartolomeo, Giovanni Antonio Bazzi, Hans Memling, Jusepe de Ribera, Lorenzo Lotto, Lorenzo Veneziano, Paolo Veronese, Piero di Cosimo, Sassoferrato ș.a.).

### Tortura și martiriul

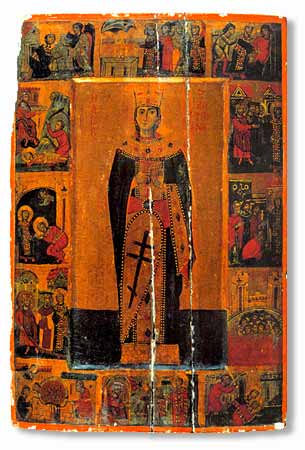
Icoana Sfintei Ecaterina,
cu scene ale martiriului ei.

Ecaterina a fost apoi biciuită și închisă, timp în care peste 200 de oameni au venit să o vadă, inclusiv soția lui Maxentius, Valeria Maximilla; toți s-au convertit la creștinism și, ulterior, au fost martirizați. După eșecul suferit de împăratul Maxentius asupra Ecaterinei prin intermediul torturii, el a încercat să o câștige pe prințesă propunându-i căsătoria. Sfânta a refuzat, declarând că mirele ei este Iisus Hristos, căruia ea și-a consacrat virginitatea. Furios, împăratul a condamnat-o la moarte prin tragere pe o roată cu țepi, dar, la atingerea ei, roata s-a spulberat. În cele din urmă Maxențiu a decapitat-o.

### Înmormântarea
O tradiție datând aproximativ din anii 800 spune că îngerii i-au dus trupul pe Muntele Sinai din Egipt, în locul în care, în anul 549, împăratul Bizanțului, Iustinian I, a ridicat ceea ce este acum Mănăstirea Sfânta Ecaterina (care are hramul Schimbarea la față). 
Cel mai înalt vârf al Muntelui Sinai, cu altitudinea de 2.641 de metri, a fost numit Sfânta Ecaterina, și a fost cunoscut de-a lungul secolelor printre arabi ca Jebel Katerin.

## Istoricitate

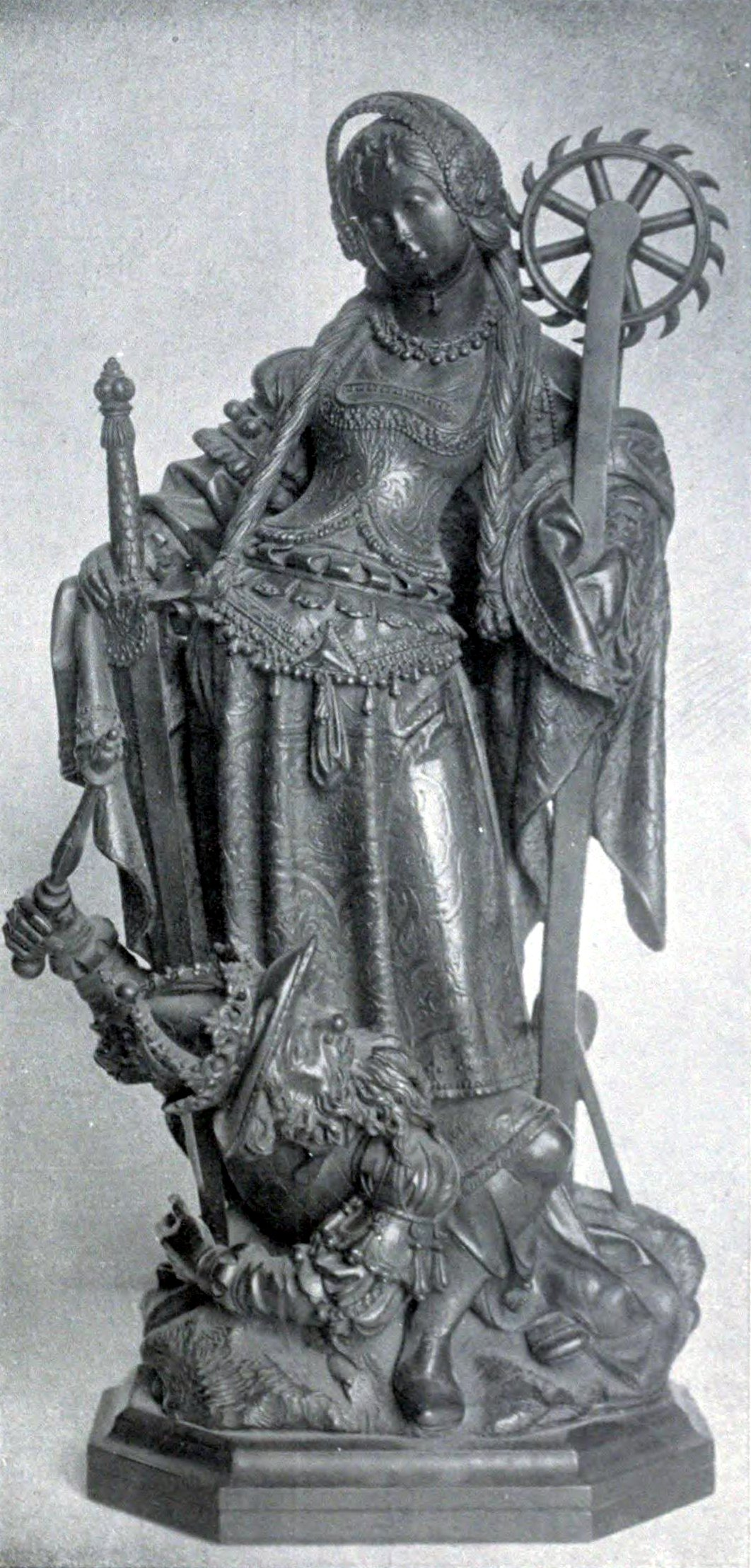
„Sf. Ecaterina” - statuie de lemn,
din secolul al XVI-lea, Germania

Donald Attwater respinge „legenda” Sfintei Ecaterina, invocând lipsa unei „dovezi pozitive că a existat vreodată în afara minții unui scriitor grec care a compus primul ceea ce el a dorit să fie pur și simplu o poveste de dragoste edificatoare.” Harold T. Davis confirmă că „cercetarea asiduă a reușit să o identifice pe Ecaterina cu un oarecare personaj istoric” și a teoretizat că Ecaterina a fost o invenție inspirată pentru a oferi o contrapartidă la povestea filozoafei care a trăit puțin mai târziu, păgâna Hypatia din Alexandria (c 350-370 - martie 415).
O altă variantă care ar fi inspirat apariția Sfintei Ecaterina vine de la scriitorul Eusebiu din Cezareea, care a scris în jurul anului 320, că împăratul i-a ordonat unei tinere femei creștine să vină la palatul său pentru a deveni amanta lui, iar atunci când aceasta a refuzat, el a pedepsit-o, după ce a alungat rudele ei și moșiile i-au fost confiscate. Deși Eusebiu nu dă numele femeii, ea a fost identificată cu Dorothea din Alexandria⁠(en)[traduceți].
Cea mai veche istorisire a vieții Sfintei Ecaterina apare la peste 500 de ani de la data tradițională a martiriului său, în menologium-ul atribuit împăratului Vasile I (866), deși descoperirea relicvelor ei de la Mănăstirea Sfânta Ecaterina, la poalele Muntelui Sinai a fost făcută la începutul anilor 800, lucru care, probabil, presupune un cult existent la acea dată (denumirea comună a mănăstirii s-a dezvoltat după descoperirea moaștelor). Mănăstirea a fost construită din ordinul împăratului Iustinian I (care a domnit între 527-565), incluzând și Capela Tufișului Arzând, construită din ordinul împărătesei Elena, mama lui Constantin cel Mare, pe locul în care se presupune că Moise a văzut rugul aprins; tufișul care crește aici este pretins a fi cel original. Aceasta este menționată, de asemenea, și drept Capela Sfintei Elena. Biserica principală a fost construită între 548 și 565, și mănăstirea a devenit un loc de pelerinaj major pentru adepții Ecaterinei, precum și pentru alte relicve și locuri sacre de acolo. Mănăstirea Sfânta Ecaterina supraviețuiește și este un depozit celebru de artă creștină timpurie, arhitectură și manuscrise iluminate care rămâne deschis pentru turiștii și oamenii de știință care o vizitează. Locul este sacru pentru creștinism și islam.
În cartea sa Cultul Sfintei Ecaterina din Alexandria în Europa medievală timpurie, Christine Walsh discută despre o „Ecaterină istorică” și conchide: „După cum am văzut, cultul Sfintei Ecaterina din Alexandria își are, probabil, originea în tradițiile orale din timpul persecuțiilor dioclețiene asupra creștinilor din Alexandria din secolul al IV-lea. Nu există nici o dovadă că Ecaterina a fost o figură istorică și, mai degrabă, ea ar fi putut fi un compozit trasat pe amintirea despre femeile persecutate pentru credința lor. Multe aspecte ale patimilor sale sunt în mod clar legendare și în conformitate cu bine-cunoscutul prototip hagiografic.”

## Obiceiuri și tradiții

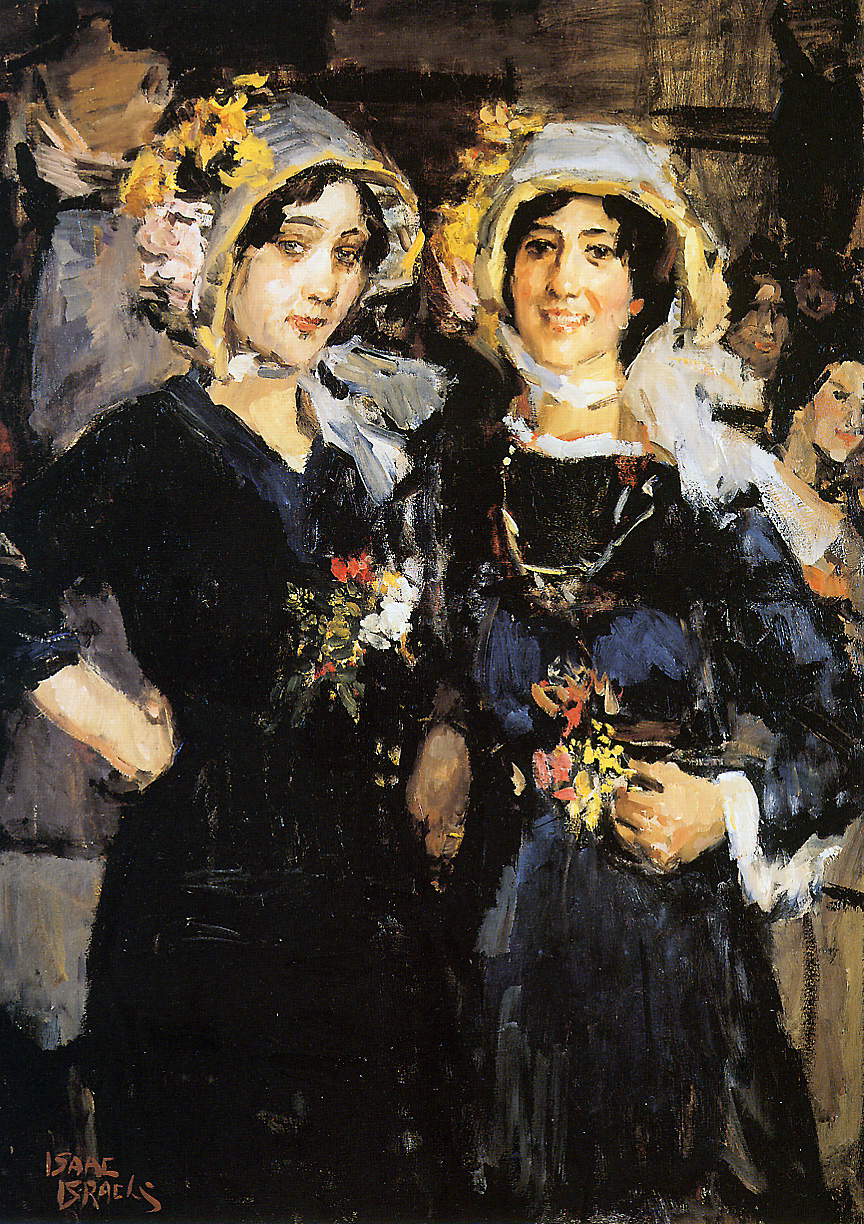
Două caterinette,
pictură de Isaac Israëls, 1905

Sfânta Ecaterina este celebrată în special de către femeile care poartă numele sfintei și derivate ale acestuia: Cătălina, Catinca, Catrina, Caterina, Cati, Catina, Catița, Tincuța etc, dar și de cei cu numele Cătălin.
Sfânta Ecaterina este, în credința populară românească, sora Sfântului Nicolae. Ea îi poate apăra pe oamenii gospodari de boli și de nebunie. În această zi nu se lucrează, căci sfânta pedepsește pe cei care nu-i prăznuiesc ziua, trimițând foc asupra lor. 
Focul are și acțiuni benefice. Flăcăii din sat aprindeau focuri pe dealuri și săreau peste acestea; astfel ajutau Soarele pentru a începe, încă o dată, urcușul lui pe boltă în căutarea verii. Focul trebuia aprins de feciori fie prin gospodăriile din sat, fie sus la stânile de hotar, acolo unde urmau să pășuneze animalele toată vara următoare. Indiferent de loc, datina impunea aprinderea focului folosind numai lemnul și o bucată de iască, fără cremene și fără chibrituri. Când fumul începea să se ridice, oamenii îl dirijau spre grajdul vitelor pentru a le proteja de strigoi, care încearcă să le fure „mana”.
Din cele mai vechi timpuri se spunea, spre exemplu, că fetele nemăritate care posteau în ziua Sfintei Ecaterina urmau să își găsească sortitul. De asemenea, femeile măritate, dar care aveau probleme în căsnicie, posteau în această zi pentru ca soțul lor să se îndrepte. 
În Franța, femeile nemăritate care au trecut de vârsta de 25 de ani, numite odinioară „caterinette”, sărbătoresc această zi într-un mod inedit. Acestea își trimit cadouri între ele, se felicită, iar prietenii le fac bonete în culorile galben (semnificând credința) și verde (semnificând înțelepciunea). Cele care primesc aceste bonete le poartă întreaga zi, participând chiar la parade special organizate.  
Femeile singure din Marea Britanie serbează și ele această zi într-un mod deosebit, participând la parade ce se încheie cu focuri de artificii.

## Legături externe
- Materiale media legate de Ecaterina din Alexandria la Wikimedia Commons
- Viața și pătimirea Sfintei Mucenițe Ecaterina la CrestinOrtodox.ro
- Ecaterina din Alexandria la Ortodoxwiki
- lt Passio sanctae Katharinae — 11th century (between 1033–1048); at Latin Wikisource
- en Details of Saint Catherine's life Arhivat în 25 februarie 2008, la Wayback Machine. — Saint Catherine Orthodox Church; includes a gallery of icons of the saint
- en St. Catherine of Alexandria at the Christian Iconography web site
- en "The Life of St. Catherine, Virgin and Martyr" from the Caxton translation of the Golden Legend